# Cantonul Descartes
Cantonul Descartes este un canton din arondismentul Loches, departamentul Indre-et-Loire, regiunea Centru, Franța.

## Comune
| Comune               | Populație (1999) | Cod poștal | Cod INSEE |
| -------------------- | ---------------- | ---------- | --------- |
| Abilly               | 1.088 hab.       | 37160      | 37 001    |
| La Celle-Saint-Avant | 1.037 hab.       | 37160      | 37 045    |
| Civray-sur-Esves     | 194 hab.         | 37160      | 37 080    |
| Cussay               | 570 hab.         | 37240      | 37 094    |
| Descartes            | 3.841 hab.       | 37160      | 37 115    |
| Draché               | 679 hab.         | 37800      | 37 098    |
| Marcé-sur-Esves      | 239 hab.         | 37160      | 37 145    |
| Neuilly-le-Brignon   | 314 hab.         | 37160      | 37 168    |
| Sepmes               | 661 hab.         | 37800      | 37 247    |